# Liste der Nummer-eins-Hits in den USA (1999)
Dies ist eine Liste der Nummer-eins-Hits in den von Billboard ermittelten Charts in den USA (Hot 100) im Jahr 1999. In diesem Jahr gab es fünfzehn Nummer-eins-Singles und dreiundzwanzig Nummer-eins-Alben.

## Singles
| ← 1998 ← | Liste der Nummer-eins-Hits in den USA | Liste der Nummer-eins-Hits in den USA    | Liste der Nummer-eins-Hits in den USA | 2000 →                    |
| \| Zeitraum \| Wo. ges. \| Interpret \| Titel Autor(en) \| Zusätzliche Informationen \| \| (Zeitraum, Wochen auf Platz eins, Interpret, Titel, Autor[en], zusätzliche Informationen) \| \| \| \| \| \| ----------------------------------------------------------------------------------------- \| -------- \| ---------------------------------------- \| -------------------------------------------------------------------------------------------------------------------------------------------------- \| ------------------------- \| \| 5. Dezember 1998 – 15. Januar 1999 6 Wochen (insgesamt 6) \| 6 \| Céline Dion & R. Kelly \| I'm Your Angel[1] R. Kelly \| – \| \| 16. Januar 1999 – 29. Januar 1999 2 Wochen (insgesamt 2) \| 2 \| Brandy \| Have You Ever?[2] Diane Warren \| – \| \| 30. Januar 1999 – 12. Februar 1999 2 Wochen (insgesamt 2) \| 2 \| Britney Spears \| … Baby One More Time[3] Max Martin \| – \| \| 13. Februar 1999 – 12. März 1999 4 Wochen (insgesamt 4) \| 4 \| Monica \| Angel of Mine[4] Rhett Lawrence, Travon Potts \| – \| \| 13. März 1999 – 9. April 1999 4 Wochen (insgesamt 4) \| 4 \| Cher \| Believe[5] Brian Higgins, Stuart McLennen, Paul Barry, Steven Torch, Matt Gray, Timothy Powell, Jeff Lynne, Cher \| – \| \| 10. April 1999 – 7. Mai 1999 4 Wochen (insgesamt 4) \| 4 \| TLC \| No Scrubs[6] Kevin „She'kspere“ Briggs, Kandi Burruss, Tameka „Tiny“ Cottle, Lisa „Left Eye“ Lopes \| – \| \| 8. Mai 1999 – 11. Juni 1999 5 Wochen (insgesamt 5) \| 5 \| Ricky Martin \| Livin' la Vida Loca[7] Robi Rosa, Desmond Child, Luis Gómez Escolar \| – \| \| 12. Juni 1999 – 16. Juli 1999 5 Wochen (insgesamt 5) \| 5 \| Jennifer Lopez \| If You Had My Love[8] Rodney Jerkins, LaShawn Daniels, Cory Rooney \| – \| \| 17. Juli 1999 – 23. Juli 1999 1 Woche (insgesamt 1) \| 1 \| Destiny’s Child \| Bills, Bills, Bills[9] Kevin Briggs, Kandi Burruss, Beyoncé Knowles, LeToya Luckett, Kelly Rowland \| – \| \| 24. Juli 1999 – 30. Juli 1999 1 Woche (insgesamt 1) \| 1 \| Will Smith feat. Dru Hill & Kool Moe Dee \| Wild Wild West[10] George Clinton Jr., William Collins, Mohandas DeWese, Robert Fusari, Gregory Jacobs, Walter Morrison, Will Smith, Stevie Wonder \| – \| \| 31. Juli 1999 – 3. September 1999 5 Wochen (insgesamt 5) \| 5 \| Christina Aguilera \| Genie in a Bottle[11] David Frank, Steve Kipner, Pamela Sheyne \| – \| \| 4. September 1999 – 17. September 1999 2 Wochen (insgesamt 2) \| 2 \| Enrique Iglesias \| Bailamos[12] Paul Barry, Mark Taylor \| – \| \| 18. September 1999 – 8. Oktober 1999 3 Wochen (insgesamt 3) \| 3 \| TLC \| Unpretty[13] Dallas Austin, Tionne Watkins \| – \| \| 9. Oktober 1999 – 22. Oktober 1999 2 Wochen (insgesamt 2) \| 2 \| Mariah Carey feat. Jay-Z \| Heartbreaker[14] Mariah Carey, Shawn Carter, Narada Michael Walden, Jeff Cohen, Shirley Elliston, Lincoln Chase \| – \| \| 23. Oktober 1999 – 14. Januar 2000 12 Wochen (insgesamt 12) \| 12 \| Santana feat. Rob Thomas \| Smooth[15] Rob Thomas, Itaal Shur \| – \| |                                       |                                          | |                           |
| ← 1998 |                                       |                                          | | → 2000 →                  |
| Zeitraum | Wo. ges.                              | Interpret                                | Titel Autor(en) | Zusätzliche Informationen |
| (Zeitraum, Wochen auf Platz eins, Interpret, Titel, Autor[en], zusätzliche Informationen) |                                       |                                          | |                           |
| 5. Dezember 1998 – 15. Januar 1999 6 Wochen (insgesamt 6) | 6                                     | Céline Dion & R. Kelly                   | I'm Your Angel R. Kelly | –                         |
| 16. Januar 1999 – 29. Januar 1999 2 Wochen (insgesamt 2) | 2                                     | Brandy                                   | Have You Ever? Diane Warren | –                         |
| 30. Januar 1999 – 12. Februar 1999 2 Wochen (insgesamt 2) | 2                                     | Britney Spears                           | … Baby One More Time Max Martin | –                         |
| 13. Februar 1999 – 12. März 1999 4 Wochen (insgesamt 4) | 4                                     | Monica                                   | Angel of Mine Rhett Lawrence, Travon Potts | –                         |
| 13. März 1999 – 9. April 1999 4 Wochen (insgesamt 4) | 4                                     | Cher                                     | Believe Brian Higgins, Stuart McLennen, Paul Barry, Steven Torch, Matt Gray, Timothy Powell, Jeff Lynne, Cher                                  | –                         |
| 10. April 1999 – 7. Mai 1999 4 Wochen (insgesamt 4) | 4                                     | TLC                                      | No Scrubs Kevin „She'kspere“ Briggs, Kandi Burruss, Tameka „Tiny“ Cottle, Lisa „Left Eye“ Lopes                                                | –                         |
| 8. Mai 1999 – 11. Juni 1999 5 Wochen (insgesamt 5) | 5                                     | Ricky Martin                             | Livin' la Vida Loca Robi Rosa, Desmond Child, Luis Gómez Escolar                                                                               | –                         |
| 12. Juni 1999 – 16. Juli 1999 5 Wochen (insgesamt 5) | 5                                     | Jennifer Lopez                           | If You Had My Love Rodney Jerkins, LaShawn Daniels, Cory Rooney                                                                                | –                         |
| 17. Juli 1999 – 23. Juli 1999 1 Woche (insgesamt 1) | 1                                     | Destiny’s Child                          | Bills, Bills, Bills Kevin Briggs, Kandi Burruss, Beyoncé Knowles, LeToya Luckett, Kelly Rowland                                                | –                         |
| 24. Juli 1999 – 30. Juli 1999 1 Woche (insgesamt 1) | 1                                     | Will Smith feat. Dru Hill & Kool Moe Dee | Wild Wild West George Clinton Jr., William Collins, Mohandas DeWese, Robert Fusari, Gregory Jacobs, Walter Morrison, Will Smith, Stevie Wonder | –                         |
| 31. Juli 1999 – 3. September 1999 5 Wochen (insgesamt 5) | 5                                     | Christina Aguilera                       | Genie in a Bottle David Frank, Steve Kipner, Pamela Sheyne                                                                                     | –                         |
| 4. September 1999 – 17. September 1999 2 Wochen (insgesamt 2) | 2                                     | Enrique Iglesias                         | Bailamos Paul Barry, Mark Taylor | –                         |
| 18. September 1999 – 8. Oktober 1999 3 Wochen (insgesamt 3) | 3                                     | TLC                                      | Unpretty Dallas Austin, Tionne Watkins | –                         |
| 9. Oktober 1999 – 22. Oktober 1999 2 Wochen (insgesamt 2) | 2                                     | Mariah Carey feat. Jay-Z                 | Heartbreaker Mariah Carey, Shawn Carter, Narada Michael Walden, Jeff Cohen, Shirley Elliston, Lincoln Chase                                    | –                         |
| 23. Oktober 1999 – 14. Januar 2000 12 Wochen (insgesamt 12) | 12                                    | Santana feat. Rob Thomas                 | Smooth Rob Thomas, Itaal Shur | –                         |

## Alben
| ← 1998 ← | Liste der Nummer-eins-Alben in den USA | Liste der Nummer-eins-Alben in den USA | Liste der Nummer-eins-Alben in den USA | 2000 →                    |
| \| Zeitraum \| Wo. ges. \| Interpret \| Titel \| Zusätzliche Informationen \| \| (Zeitraum, Wochen auf Platz eins, Interpret, Titel, zusätzliche Informationen) \| \| \| \| \| \| ------------------------------------------------------------------------------ \| -------- \| ------------------------- \| ---------------------------------------- \| ------------------------- \| \| 26. Dezember 1998 – 8. Januar 1999 2 Wochen (insgesamt 5) \| 5 \| Garth Brooks \| Double Live[16] \| – \| \| 9. Januar 1999 – 29. Januar 1999 3 Wochen (insgesamt 3) \| 3 \| DMX \| Flesh of My Flesh, Blood of My Blood[17] \| – \| \| 30. Januar 1999 – 5. Februar 1999 1 Woche (insgesamt 6) \| 6 \| Britney Spears \| … Baby One More Time[18] \| – \| \| 6. Februar 1999 – 12. Februar 1999 1 Woche (insgesamt 1) \| 1 \| Silkk The Shocker \| Made Man[19] \| – \| \| 13. Februar 1999 – 19. Februar 1999 1 Woche (insgesamt 1) \| 1 \| Foxy Brown \| Chyna Doll[20] \| – \| \| 20. Februar 1999 – 12. März 1999 3 Wochen (insgesamt 6) \| 6 \| Britney Spears \| … Baby One More Time \| – \| \| 13. März 1999 – 9. April 1999 4 Wochen (insgesamt 5) \| 5 \| TLC \| FanMail[21] \| – \| \| 10. April 1999 – 23. April 1999 2 Wochen (insgesamt 6) \| 6 \| Britney Spears \| … Baby One More Time \| – \| \| 24. April 1999 – 7. Mai 1999 2 Wochen (insgesamt 2) \| 2 \| Nas \| I Am …[22] \| – \| \| 8. Mai 1999 – 14. Mai 1999 1 Woche (insgesamt 5) \| 5 \| TLC \| FanMail \| – \| \| 15. Mai 1999 – 21. Mai 1999 1 Woche (insgesamt 1) \| 1 \| Ruff Ryders Entertainment \| Ryde or Die Vol. 1[23] \| – \| \| 22. Mai 1999 – 28. Mai 1999 1 Woche (insgesamt 1) \| 1 \| Tim McGraw \| A Place in the Sun[24] \| – \| \| 29. Mai 1999 – 4. Juni 1999 1 Woche (insgesamt 1) \| 1 \| Ricky Martin \| Ricky Martin[25] \| – \| \| 5. Juni 1999 – 9. Juli 1999 5 Wochen (insgesamt 10) \| 10 \| Backstreet Boys \| Millennium[26] \| – \| \| 10. Juli 1999 – 30. Juli 1999 3 Wochen (insgesamt 3) \| 3 \| Limp Bizkit \| Significant Other[27] \| – \| \| 31. Juli 1999 – 13. August 1999 2 Wochen (insgesamt 10) \| 10 \| Backstreet Boys \| Millennium \| – \| \| 14. August 1999 – 20. August 1999 1 Woche (insgesamt 4) \| 4 \| Limp Bizkit \| Significant Other \| – \| \| 21. August 1999 – 10. September 1999 3 Wochen (insgesamt 10) \| 10 \| Backstreet Boys \| Millennium \| – \| \| 11. September 1999 – 17. September 1999 1 Woche (insgesamt 1) \| 1 \| Christina Aguilera \| Christina Aguilera[28] \| – \| \| 18. September 1999 – 1. Oktober 1999 2 Wochen (insgesamt 2) \| 2 \| Dixie Chicks \| Fly[29] \| – \| \| 2. Oktober 1999 – 8. Oktober 1999 1 Woche (insgesamt 1) \| 1 \| Eve \| Ruff Ryders' First Lady[30] \| – \| \| 9. Oktober 1999 – 15. Oktober 1999 1 Woche (insgesamt 1) \| 1 \| Nine Inch Nails \| The Fragile[31] \| – \| \| 16. Oktober 1999 – 29. Oktober 1999 2 Wochen (insgesamt 2) \| 2 \| Creed \| Human Clay[32] \| – \| \| 30. Oktober 1999 – 19. November 1999 3 Wochen (insgesamt 3) \| 3 \| Santana \| Supernatural[33] \| – \| \| 20. November 1999 – 26. November 1999 1 Woche (insgesamt 1) \| 1 \| Rage Against The Machine \| The Battle of Los Angeles[34] \| – \| \| 27. November 1999 – 3. Dezember 1999 1 Woche (insgesamt 1) \| 1 \| Faith Hill \| Breathe[35] \| – \| \| 4. Dezember 1999 – 10. Dezember 1999 1 Woche (insgesamt 1) \| 1 \| Korn \| Issues[36] \| – \| \| 11. Dezember 1999 – 24. Dezember 1999 2 Wochen (insgesamt 2) \| 2 \| Céline Dion \| All the Way... A Decade of Song[37] \| – \| \| 25. Dezember 1999 – 31. Dezember 1999 1 Woche (insgesamt 1) \| 1 \| The Notorious B.I.G. \| Born Again[38] \| – \| |                                        |                                        |                                        |                           |
| ← 1998 |                                        |                                        |                                        | → 2000 →                  |
| Zeitraum | Wo. ges.                               | Interpret                              | Titel                                  | Zusätzliche Informationen |
| (Zeitraum, Wochen auf Platz eins, Interpret, Titel, zusätzliche Informationen) |                                        |                                        |                                        |                           |
| 26. Dezember 1998 – 8. Januar 1999 2 Wochen (insgesamt 5) | 5                                      | Garth Brooks                           | Double Live                            | –                         |
| 9. Januar 1999 – 29. Januar 1999 3 Wochen (insgesamt 3) | 3                                      | DMX                                    | Flesh of My Flesh, Blood of My Blood   | –                         |
| 30. Januar 1999 – 5. Februar 1999 1 Woche (insgesamt 6) | 6                                      | Britney Spears                         | … Baby One More Time                   | –                         |
| 6. Februar 1999 – 12. Februar 1999 1 Woche (insgesamt 1) | 1                                      | Silkk The Shocker                      | Made Man                               | –                         |
| 13. Februar 1999 – 19. Februar 1999 1 Woche (insgesamt 1) | 1                                      | Foxy Brown                             | Chyna Doll                             | –                         |
| 20. Februar 1999 – 12. März 1999 3 Wochen (insgesamt 6) | 6                                      | Britney Spears                         | … Baby One More Time                   | –                         |
| 13. März 1999 – 9. April 1999 4 Wochen (insgesamt 5) | 5                                      | TLC                                    | FanMail                                | –                         |
| 10. April 1999 – 23. April 1999 2 Wochen (insgesamt 6) | 6                                      | Britney Spears                         | … Baby One More Time                   | –                         |
| 24. April 1999 – 7. Mai 1999 2 Wochen (insgesamt 2) | 2                                      | Nas                                    | I Am …                                 | –                         |
| 8. Mai 1999 – 14. Mai 1999 1 Woche (insgesamt 5) | 5                                      | TLC                                    | FanMail                                | –                         |
| 15. Mai 1999 – 21. Mai 1999 1 Woche (insgesamt 1) | 1                                      | Ruff Ryders Entertainment              | Ryde or Die Vol. 1                     | –                         |
| 22. Mai 1999 – 28. Mai 1999 1 Woche (insgesamt 1) | 1                                      | Tim McGraw                             | A Place in the Sun                     | –                         |
| 29. Mai 1999 – 4. Juni 1999 1 Woche (insgesamt 1) | 1                                      | Ricky Martin                           | Ricky Martin                           | –                         |
| 5. Juni 1999 – 9. Juli 1999 5 Wochen (insgesamt 10) | 10                                     | Backstreet Boys                        | Millennium                             | –                         |
| 10. Juli 1999 – 30. Juli 1999 3 Wochen (insgesamt 3) | 3                                      | Limp Bizkit                            | Significant Other                      | –                         |
| 31. Juli 1999 – 13. August 1999 2 Wochen (insgesamt 10) | 10                                     | Backstreet Boys                        | Millennium                             | –                         |
| 14. August 1999 – 20. August 1999 1 Woche (insgesamt 4) | 4                                      | Limp Bizkit                            | Significant Other                      | –                         |
| 21. August 1999 – 10. September 1999 3 Wochen (insgesamt 10) | 10                                     | Backstreet Boys                        | Millennium                             | –                         |
| 11. September 1999 – 17. September 1999 1 Woche (insgesamt 1) | 1                                      | Christina Aguilera                     | Christina Aguilera                     | –                         |
| 18. September 1999 – 1. Oktober 1999 2 Wochen (insgesamt 2) | 2                                      | Dixie Chicks                           | Fly                                    | –                         |
| 2. Oktober 1999 – 8. Oktober 1999 1 Woche (insgesamt 1) | 1                                      | Eve                                    | Ruff Ryders' First Lady                | –                         |
| 9. Oktober 1999 – 15. Oktober 1999 1 Woche (insgesamt 1) | 1                                      | Nine Inch Nails                        | The Fragile                            | –                         |
| 16. Oktober 1999 – 29. Oktober 1999 2 Wochen (insgesamt 2) | 2                                      | Creed                                  | Human Clay                             | –                         |
| 30. Oktober 1999 – 19. November 1999 3 Wochen (insgesamt 3) | 3                                      | Santana                                | Supernatural                           | –                         |
| 20. November 1999 – 26. November 1999 1 Woche (insgesamt 1) | 1                                      | Rage Against The Machine               | The Battle of Los Angeles              | –                         |
| 27. November 1999 – 3. Dezember 1999 1 Woche (insgesamt 1) | 1                                      | Faith Hill                             | Breathe                                | –                         |
| 4. Dezember 1999 – 10. Dezember 1999 1 Woche (insgesamt 1) | 1                                      | Korn                                   | Issues                                 | –                         |
| 11. Dezember 1999 – 24. Dezember 1999 2 Wochen (insgesamt 2) | 2                                      | Céline Dion                            | All the Way... A Decade of Song        | –                         |
| 25. Dezember 1999 – 31. Dezember 1999 1 Woche (insgesamt 1) | 1                                      | The Notorious B.I.G.                   | Born Again                             | –                         |

## Jahreshitparaden
| ← 1998 ← | Liste der Nummer-eins-Hits in den USA | Liste der Nummer-eins-Hits in den USA | Liste der Nummer-eins-Hits in den USA | 2000 →   |
| \| Singles \| Position# \| Alben \| \| -------------------------------------------------------------------------------------------------------------- \| --------- \| ----------------------------------- \| \| Believe Cher Brian Higgins, Stuart McLennen, Paul Barry, Steven Torch, Matt Gray, Timothy Powell \| 1 \| Millennium Backstreet Boys \| \| No Scrubs TLC Kevin Briggs, Kandi Burruss, Tamika Cottle \| 2 \| … Baby One More Time Britney Spears \| \| Angel of Mine Monica Rhett Lawrence, Travon Potts \| 3 \| Come On Over[39] Shania Twain \| \| Heartbreak Hotel Whitney Houston feat. Faith Evans & Kelly Price Carsten Schack, Kenneth Karlin, Tamara Savage \| 4 \| *NSYNC \| \| … Baby One More Time Britney Spears Max Martin \| 5 \| Ricky Martin \| \| Kiss Me Sixpence None the Richer Matt Slocum \| 6 \| Double Live Garth Brooks \| \| Genie in a Bottle Christina Aguilera David Frank, Steve Kipner, Pamela Sheyne \| 7 \| Americana[40] The Offspring \| \| Every Morning Sugar Ray Sugar Ray, David Kahne \| 8 \| Wide Open Spaces[41] Dixie Chicks \| \| Nobody’s Supposed to Be Here Deborah Cox Montell Jordan, Anthony "Shep" Crawford \| 9 \| Significant Other Limp Bizkit \| \| Livin’ la Vida Loca Ricky Martin Draco Rosa, Desmond Child \| 10 \| Fanmail TLC \| |                                       |                                       |                                       |          |
| ← 1998 |                                       |                                       |                                       | → 2000 → |
| Singles | Position#                             | Alben                                 |                                       |          |
| Believe Cher Brian Higgins, Stuart McLennen, Paul Barry, Steven Torch, Matt Gray, Timothy Powell | 1                                     | Millennium Backstreet Boys            |                                       |          |
| No Scrubs TLC Kevin Briggs, Kandi Burruss, Tamika Cottle | 2                                     | … Baby One More Time Britney Spears   |                                       |          |
| Angel of Mine Monica Rhett Lawrence, Travon Potts | 3                                     | Come On Over Shania Twain             |                                       |          |
| Heartbreak Hotel Whitney Houston feat. Faith Evans & Kelly Price Carsten Schack, Kenneth Karlin, Tamara Savage | 4                                     | *NSYNC                                |                                       |          |
| … Baby One More Time Britney Spears Max Martin | 5                                     | Ricky Martin                          |                                       |          |
| Kiss Me Sixpence None the Richer Matt Slocum | 6                                     | Double Live Garth Brooks              |                                       |          |
| Genie in a Bottle Christina Aguilera David Frank, Steve Kipner, Pamela Sheyne | 7                                     | Americana The Offspring               |                                       |          |
| Every Morning Sugar Ray Sugar Ray, David Kahne | 8                                     | Wide Open Spaces Dixie Chicks         |                                       |          |
| Nobody’s Supposed to Be Here Deborah Cox Montell Jordan, Anthony "Shep" Crawford | 9                                     | Significant Other Limp Bizkit         |                                       |          |
| Livin’ la Vida Loca Ricky Martin Draco Rosa, Desmond Child | 10                                    | Fanmail TLC                           |                                       |          |